# Гунделах, Густав
Гу́став Гу́нделах (нем. Gustav Gundelach; 19 декабря 1888, Киль — 8 июля 1962, Гамбург) — немецкий политик, член КПГ и участник движения Сопротивления.

## Биография
Густав Гунделах учился на токаря и с 1908 года по профессии работал в Гамбурге. В 1909 году вступил в Социал-демократическую партию Германии, в 1917 году перешёл в Независимую социал-демократическую партию Германии и входил в левое крыло, которое в 1920 году объединилось с КПГ. в 1923 году принимал участие в Гамбургском восстании. В 1924 году стал профессиональным партийным деятелем и был избран в окружное правление в Вассерканте и руководил отделением Красной помощи Германии в Гамбурге.
После прихода к власти национал-социалистов Гунделах перешёл на нелегальное положение и активно работал в антифашистском сопротивлении. В 1934 году по заданию западноевропейского бюро Международной красной помощи работал в Австрии, Норвегии и Дании, в 1935 году — в Румынии и Швейцарии. С января 1937 по июнь 1938 года находился в Испании и возглавлял Красный Крест интербригад. В 1940 году Гунделах приехал в СССР, в Москве учился в Международной ленинской школе и с декабря 1942 года работал в Независимом комитете «Свободная Германия». До марта 1945 года работал диктором и редактором Немецкого народного радио, с августа 1943 года являлся сотрудником радио «Свободная Германия». В конце апреля 1945 года вернулся в Германию в составе группы Ульбрихта и до 1946 года являлся председателем Центрального управления труда и социального обеспечения в Советской зоне оккупации Германии.
Спустя год Гунделах был направлен в Гамбург, чтобы возглавить городское правление КПГ. Состоял депутатом городского собрания Гамбурга первого послевоенного созыва в 1946—1947 годах. В 1947—1948 годах входил в состав Зонального консультативного совета.
Гунделах был избран в бундестаг первого созыва, входил в правление КПГ. После запрета КПГ в ФРГ в 1956 году Гунделах продолжал нелегальную партийную работу и в 1961 году безуспешно пытался выдвинуть свою кандидатуру на выборах в бундестаг.

## Сочинения
- Dokumente des Widerstandes. Ein Beitrag zum Verständnis des illegalen Kampfes gegen die Nazidiktatur. Eine Artikelserie aus der «Hamburger Volkszeitung» Juli bis Oktober 1947. Albrecht und Evert, Hamburg-Bergedorf 1947
- Der deutsche Wähler. Für Frieden, Freiheit, Demokratie. Hrsg. von der KPD-Bundestagsfraktion. Verantwortlicher Redakteur Gustav Gundelach. Februar 1950 bis 2. Juli 1951 Erscheinungsweise: 2-3x wöchentlich; zeitweise täglich.
- Achtung! Großkundgebung in Bremen : Montag, den 4. Februar 1952. Es sprechen: Kapitänleutnant Helmuth v. Mücke, Karl Wölz, Bundestagsabgeordneter Gustav Gundelach zum Thema: Kein neues 1933! — Verteidigt die demokratischen Rechte des deutschen Volkes […] Rekrutierung bedeutet Krieg. Arbeitskreis für gesamtdeutsche Fragen, Landesausschuß Bremen. Bremen 1952 Flugblatt
- Der Bundestagsabgeordnete der KPD : Gustav Gundelach gibt Rechenschaft! Landesleitung der KPD, Hamburg 1953